# ムスタファ・ニアス

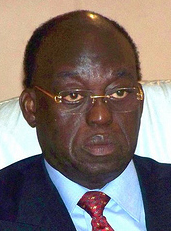
ムスタファ・ニアス

ムスタファ・ニアス（Moustapha Niasse、1939年11月4日 - ）は、セネガル共和国の政治家、外交官。
カオラック州Keur Madiabel生まれ。1978年から1984年までと1993年から1998年まで外務大臣を務めた。1999年6月16日、アブドゥ・ディウフ大統領と袂を分かち、新党「進歩勢力同盟」 (AFP、Alliance des forces de progrès)を結成。2000年の大統領選挙でディウフやアブドゥライ・ワッドとならび立候補したが、第3位（得票率16%）で決選投票には進出できなかった。大統領選挙後、勝利したワッドから首相に指名された（在任期間：2000年4月5日から2001年3月3日）。2002年には、国連事務総長コフィー・アナンから特使としてコンゴ民主共和国へ派遣された。
2012年に国民議会議長に選出され、2022年まで在任した。